# Alucita spicifera
Alucita spicifera är en fjärilsart som beskrevs av Edward Meyrick 1913. Alucita spicifera ingår i släktet Alucita och familjen mångfliksmott, (Alucitidae). Inga underarter finns listade i Catalogue of Life.